# Karl Georg Brandis
Karl Georg Brandis (* 10. April 1855 in Kopenhagen; † 28. Juli 1931 in Jena) war ein deutscher Bibliothekar.

## Leben
Karl Georg Brandis war der Sohn des evangelischen Pfarrers Christian (Wilhelm Theodor Dietrich) Brandis (1810–?) und der Enkel des Arztes und Apothekers Joachim Dietrich Brandis (1762–1846). Er besuchte das Christianeum in Altona und studierte anschließend Klassische Philologie und Geschichte an der Universität Bonn bei Franz Bücheler und Hermann Usener. Am 13. März 1881 wurde er zum Dr. phil. promoviert. Von 1883 bis 1890 arbeitete er als Prinzenerzieher am Hof des Großherzogs Carl Alexander von Sachsen-Weimar-Eisenach in Weimar. Anschließend ging er als wissenschaftliche Hilfskraft an die Königliche Bibliothek zu Berlin, wo er 1901 zum Bibliothekar ernannt wurde.
1903 ging er nach Jena und wurde als Nachfolger des verstorbenen Karl Konrad Müller zum Oberbibliothekar der Universitätsbibliothek Jena ernannt. Er übte dieses Amt bis zu seiner Pensionierung 1926 aus (Nachfolger Theodor Lockemann) und wirkte noch bis zu seinem Tode ehrenhalber als Vorsteher der Öffentlichen Lesehalle zu Jena (Vorgänger der Ernst-Abbe-Bücherei Jena).
In der Universitätsbibliothek Jena reformierte Brandis die Verwaltung und ließ neue Karteien und Verzeichnisse anlegen. Das Akzessionsbuch führte er selbst, wodurch er stets über den Buchzugang informiert war. Verschiedene Spezialkataloge wurden ebenfalls angelegt. Brandis konnte eine große Bücherspende der bedeutendsten deutschen Verlage aus Anlass des 350-jährigen Jubiläums der Universität Jena erreichen. 1918 spendete die Firma Carl Zeiss der Bibliothek die Privatbibliothek von Gustav Schmoller. Die Universitätsbibliothek Jena erhielt in Brandis’ Amtszeit einen Anbau sowie ein neues Magazingebäude. Am Anfang des Ersten Weltkriegs legte Brandis eine Kriegssammlung an.
Die Akademie gemeinnütziger Wissenschaften zu Erfurt ernannte Brandis 1904 zum auswärtigen Mitglied. Zum 1. April 1916 wurde er zum Geheimen Hofrat ernannt.

## Schriften (Auswahl)
- De aspiratione Latina quaestiones selectae. Bonn 1881 (Dissertation)
- Beiträge aus der Universitätsbibliothek zu Jena zur Geschichte des Reformationsjahrhunderts. Jena 1917
- Zur Entstehung und Geschichte der Jenaer Liederhandschrift. In: Zeitschrift für Bücherfreunde. Neue Folge, Band 21 (1929), S. 108–111